# Robert Segura Mongé
Robert Segura Mongé (Badalona, Barcelonès, 14 de febrer de 1927 - Premià de Mar, Maresme, 4 de desembre de 2008) va ser un guionista i dibuixant de còmics català, conegut pels seus personatges còmics per a les revistes de l'editorial Bruguera.
Als 14 anys, Segura es va matricular a l'Escola d'Arts i Oficis de Barcelona. Després d'un temps de treballar com a il·lustrador de premsa, va entrar a l'estudi Macian, que es dedicava a la producció de sèries de dibuixos animats.
Va començar a treballar per a Bruguera en 1957. Posteriorment dibuixaria per a Ediciones B i a la revista Guai!. Algunes de les seues sèries més destacades són:
- Rigoberto Picaporte, solterón de mucho porte (1957)
- Los señores de Alcorcón y el holgazán de Pepón (1959)
- Laurita Bombón, secretaria de dirección (1963)
- La Panda (1969)
- Pepe Barrena (1969)
- Los Muchamarcha's (1986)

En la seua producció predominen les historietes de tipus costumista, que satiritzen la realitat espanyola dels 60 i 70. També era conegut per ser el dibuixant que millor dibuixava a les xiques a l'editorial Bruguera.
Durant molts anys va residir a Premià de Mar. Era un d'aquells premianencs entranyables que molts el coneixien del dia a dia, tot passejant pel poble. Era autor de molts dels cartells anunciadors de les ballades de sardanes a Premià. També era un excel·lent pintor (herència paterna, segons sembla), que practicava el seu art amb una colla d'amics gairebé tots els diumenges al matí.
Robert Segura morí el 4 de desembre de 2008 a la localitat de Premià de Mar, on residia des de feia molts anys.